# Liste der denkmalgeschützten Objekte in Štiavnické Bane
Die Liste der denkmalgeschützten Objekte in Štiavnické Bane enthält die 11 nach slowakischen Denkmalschutzvorschriften geschützten Objekte in der Gemeinde Štiavnické Bane im Okres Banská Štiavnica.

## Denkmäler
| Foto |                 | Denkmal / č. ÚZPF                            | Standort / Konskr. Nr.                            | Offizielle Beschreibung                                      | Beschreibung                                        | Metadaten                                                                  |
| ---- | --------------- | -------------------------------------------- | ------------------------------------------------- | ------------------------------------------------------------ | --------------------------------------------------- | -------------------------------------------------------------------------- |
| ja   | Datei hochladen | Säule(sk) ObjektID: 602-11534/1              | Standort KG: Štiavnické Bane Konskr.Nr.:          |                                                              |                                                     | č. NKP: 602-11534/1 Stand des NKP: 2012-02-08 Name: STLP S ARCHITEKTÚROU   |
| ja   | Datei hochladen | Statue(sk) ObjektID: 602-11534/2             | Standort KG: Štiavnické Bane Konskr.Nr.:          | Panna Mária-Immaculata - Nepoškvrnená Panna Mária            | Unberührte Jungfrau Maria                           | č. NKP: 602-11534/2 Stand des NKP: 2012-02-08 Name: SOCHA                  |
| ja   | Datei hochladen | Statue(sk) ObjektID: 602-11534/3             | Standort KG: Štiavnické Bane Konskr.Nr.:          | anjel - putti                                                | Engel                                               | č. NKP: 602-11534/3 Stand des NKP: 2012-02-08 Name: SOCHA                  |
| BW   | Datei hochladen | Säule mit Relief(sk) ObjektID: 602-11542/1   | Standort KG: Štiavnické Bane Konskr.Nr.:          | sv.Florián,Sebastián,Jozef,Ježiš,anjel                       | St. Florian, Sebastian, Joseph, Jesus und der Engel | č. NKP: 602-11542/1 Stand des NKP: 2012-02-08 Name: STLP S RELIÉFMI        |
| ja   | Datei hochladen | Figurengruppe(sk) ObjektID: 602-11542/2      | Standort KG: Štiavnické Bane Konskr.Nr.:          | sv.Anna,Panna Mária,sv.Joachim - sv.Anna vyucuje Pannu Máriu | St. Anna, Jungfrau Maria, St. Joachim               | č. NKP: 602-11542/2 Stand des NKP: 2012-02-08 Name: SÚSOŠIE                |
|      | Datei hochladen | Statue(sk) ObjektID: 602-1272/0              | KG: Štiavnické Bane Konskr.Nr.:                   | sv.Vendelín                                                  | St. Wendelin                                        | č. NKP: 602-1272/0 Stand des NKP: 2012-02-08 Name: SOCHA                   |
|      | Datei hochladen | Wasserstollen(sk) ObjektID: 602-1314/0       | KG: Štiavnické Bane Konskr.Nr.:                   | Horná štôlna Bakomi,Richnav.sp                               |                                                     | č. NKP: 602-1314/0 Stand des NKP: 2012-02-08 Name: ŠTÔLNA VODNÁ            |
|      | Datei hochladen | Schacht(sk) ObjektID: 602-2602/0             | KG: Štiavnické Bane Konskr.Nr.:                   | Ústie šachty Terézia                                         |                                                     | č. NKP: 602-2602/0 Stand des NKP: 2012-02-08 Name: ŠACHTA                  |
| ja   | Datei hochladen | Wasserreservoir(sk) ObjektID: 602-3259/0     | Standort KG: Štiavnické Bane Konskr.Nr.:          | Bakomi jazero                                                | Teich Bakomi                                        | č. NKP: 602-3259/0 Stand des NKP: 2012-02-08 Name: NÁDRŽ VODNÁ             |
| BW   | Datei hochladen | Wasserreservoir(sk) ObjektID: 602-3264/0     | Standort KG: Štiavnické Bane Konskr.Nr.:          | Evickino,dolné jaz.                                          | unterer Teich Evickino                              | č. NKP: 602-3264/0 Stand des NKP: 2012-02-08 Name: NÁDRŽ VODNÁ             |
|      | Datei hochladen | Wasserreservoir(sk) ObjektID: 602-3270/0     | KG: Štiavnické Bane Konskr.Nr.:                   | Krechsengrundské j.                                          | Teich Krechsengrund                                 | č. NKP: 602-3270/0 Stand des NKP: 2012-02-08 Name: NÁDRŽ VODNÁ             |
| ja   | Datei hochladen | Wasserreservoir(sk) ObjektID: 602-3273/0     | 0 Standort KG: Štiavnické Bane Konskr.Nr.:        | Richnavské velké j.                                          | der große Teich Richnavské                          | č. NKP: 602-3273/0 Stand des NKP: 2012-02-08 Name: NÁDRŽ VODNÁ             |
| BW   | Datei hochladen | Wasserreservoir(sk) ObjektID: 602-3274/0     | 0 Standort KG: Štiavnické Bane Konskr.Nr.:        | Richnavské malé j.                                           | der kleine Teich Richnavské                         | č. NKP: 602-3274/0 Stand des NKP: 2012-02-08 Name: NÁDRŽ VODNÁ             |
| ja   | Datei hochladen | Wasserreservoir(sk) ObjektID: 602-3275/0     | 0 Standort KG: Štiavnické Bane Konskr.Nr.:        | Vindšachtské velké j                                         | der große Teich Vindšachtské                        | č. NKP: 602-3275/0 Stand des NKP: 2012-02-08 Name: NÁDRŽ VODNÁ             |
|      | Datei hochladen | Wasserstollen(sk) ObjektID: 602-10690/0      | 0 KG: Štiavnické Bane Konskr.Nr.:                 | Štôlna sv.Pachómia                                           | Stollen St. Matthias                                | č. NKP: 602-10690/0 Stand des NKP: 2012-02-08 Name: ŠTÔLNA VODNÁ           |
|      | Datei hochladen | Bergbauverwaltung(sk) ObjektID: 602-10688/0  | 0 KG: Štiavnické Bane Konskr.Nr.: 1               | solitér - banská správa,komorský úrad                        | Bergbauverwaltung, Amt ?                            | č. NKP: 602-10688/0 Stand des NKP: 2012-02-08 Name: BANSKÝ ÚRAD            |
|      | Datei hochladen | Bergbauverwaltung(sk) ObjektID: 602-11626/1  | 14 KG: Štiavnické Bane Konskr.Nr.: 14             | solitér - banská správa Siglisbergu                          | Bergbau Siglisberg                                  | č. NKP: 602-11626/1 Stand des NKP: 2012-02-08 Name: BANSKÝ ÚRAD            |
|      | Datei hochladen | Wirtschaftsgebäude(sk) ObjektID: 602-11626/2 | 14 KG: Štiavnické Bane Konskr.Nr.: 14             | zrubová+murovaná - stajna,pivnica so studnou                 | Ställe und Keller                                   | č. NKP: 602-11626/2 Stand des NKP: 2012-02-08 Name: STAVBA HOSPODÁRSKA     |
| ja   | Datei hochladen | Hieronimus-Kloster(sk) ObjektID: 602-1267/1  | 68 Standort KG: Štiavnické Bane Konskr.Nr.: 67,68 | hieronymitánsky                                              |                                                     | č. NKP: 602-1267/1 Stand des NKP: 2012-02-08 Name: KLÁŠTOR HIERONYMITÁN    |
| ja   | Datei hochladen | Kirche(sk) ObjektID: 602-1267/2              | 68 Standort KG: Štiavnické Bane Konskr.Nr.:       | r.k.sv.Jozefa - hieronymitánsky                              | römisch-katholische Kirche St. Joseph               | č. NKP: 602-1267/2 Stand des NKP: 2012-02-08 Name: KOSTOL                  |
| ja   | Datei hochladen | Verwaltungsgebäude(sk) ObjektID: 602-10689/0 | 0 KG: Štiavnické Bane Konskr.Nr.: 80              | Býv.banské meracstvo                                         | Amt für Markscheidewesen                            | č. NKP: 602-10689/0 Stand des NKP: 2012-02-08 Name: BUDOVA ADMINISTRATÍVNA |
|      | Datei hochladen | Kapelle(sk) ObjektID: 602-1271/0             | 82 KG: Štiavnické Bane Konskr.Nr.:                | r.k.sv.Jána Nepomuckého                                      | römisch-katholische Kapelle St. Johannes Nepomuk    | č. NKP: 602-1271/0 Stand des NKP: 2012-02-08 Name: KAPLNKA                 |
|      | Datei hochladen | Bastion(sk) ObjektID: 602-1268/1             | KG: Štiavnické Bane Konskr.Nr.:                   | Opevnen.windschachty                                         | Befestigung                                         | č. NKP: 602-1268/1 Stand des NKP: 2012-02-08 Name: BAŠTA                   |
|      | Datei hochladen | Burgmauer(sk) ObjektID: 602-1268/2           | 0 KG: Štiavnické Bane Konskr.Nr.:                 | 0                                                            |                                                     | č. NKP: 602-1268/2 Stand des NKP: 2012-02-08 Name: MÚR HRADBOVÝ            |
|      | Datei hochladen | Turm(sk) ObjektID: 602-1268/3                | KG: Štiavnické Bane Konskr.Nr.: 252               | 0                                                            |                                                     | č. NKP: 602-1268/3 Stand des NKP: 2012-02-08 Name: VEŽA                    |
|      | Datei hochladen | Bergamt(sk) ObjektID: 602-11493/0            | 87 KG: Štiavnické Bane Konskr.Nr.: 87             | solitér - banský úrad,Révayov dom                            | Bergamt, Haus Révay                                 | č. NKP: 602-11493/0 Stand des NKP: 2012-02-08 Name: BANSKÝ ÚRAD            |
|      | Datei hochladen | HAUS DER BERGLEUTE(sk) ObjektID: 602-10788/0 | 0 KG: Štiavnické Bane Konskr.Nr.: 208             | kamenný                                                      |                                                     | č. NKP: 602-10788/0 Stand des NKP: 2012-02-08 Name: DOM BANÍCKY            |
|      | Datei hochladen | HAUS DER BERGLEUTE(sk) ObjektID: 602-11465/0 | KG: Štiavnické Bane Konskr.Nr.: 213               | solitér - banská správa,banícky kult.dom                     | Verwaltung, Kulturhaus                              | č. NKP: 602-11465/0 Stand des NKP: 2012-02-08 Name: DOM BANÍCKY            |
|      | Datei hochladen | Bergbauschule(sk) ObjektID: 602-11442/1      | KG: Štiavnické Bane Konskr.Nr.: 217               | solitér - banícka škola,banský úrad                          | Bergbauschule                                       | č. NKP: 602-11442/1 Stand des NKP: 2012-02-08 Name: ŠKOLA BANÍCKA          |
|      | Datei hochladen | STAVBA HOSPODÁRSKA ObjektID: 602-11442/2     | KG: Štiavnické Bane Konskr.Nr.: 217               | rámová-drevo,kamen - konské stajne                           | Pferdestall                                         | č. NKP: 602-11442/2 Stand des NKP: 2012-02-08 Name: STAVBA HOSPODÁRSKA     |
|      | Datei hochladen | Glockenturm(sk) ObjektID: 602-11438/0        | KG: Štiavnické Bane Konskr.Nr.: 218               | solitér - strážna veža                                       | Wachturm                                            | č. NKP: 602-11438/0 Stand des NKP: 2012-02-08 Name: ZVONICA                |
|      | Datei hochladen | Haus des Bergbaus(sk) ObjektID: 602-11471/0  | KG: Štiavnické Bane Konskr.Nr.: 220               | solitér                                                      |                                                     | č. NKP: 602-11471/0 Stand des NKP: 2012-02-08 Name: DOM BANÍCKY            |
|      | Datei hochladen | Apotheke(sk) ObjektID: 602-11447/0           | KG: Štiavnické Bane Konskr.Nr.: 258               | solitér - bývalá lekáren                                     | ehem. Apotheke                                      | č. NKP: 602-11447/0 Stand des NKP: 2012-02-08 Name: LEKÁREN                |
|      | Datei hochladen | Maschine(sk) ObjektID: 602-1269/0            | 263 KG: Štiavnické Bane Konskr.Nr.:               | cerpadlo atmosférické - Strojovna                            | Pumpe                                               | č. NKP: 602-1269/0 Stand des NKP: 2012-02-08 Name: STROJOVNA               |
|      | Datei hochladen | Bergamt(sk) ObjektID: 602-11443/0            | KG: Štiavnické Bane Konskr.Nr.: 290               | solitér - banský úrad,banská správa                          |                                                     | č. NKP: 602-11443/0 Stand des NKP: 2012-02-08 Name: BANSKÝ ÚRAD            |
|      | Datei hochladen | Bergamt(sk) ObjektID: 602-11449/0            | 439 KG: Štiavnické Bane Konskr.Nr.: 439           | solitér - banská správa,materská škôlka                      | Kindergarten                                        | č. NKP: 602-11449/0 Stand des NKP: 2012-02-08 Name: BANSKÝ ÚRAD            |

## Legende
Die Tabelle enthält im Einzelnen folgende Informationen:
| Foto:                    | Fotografie des Denkmals. |
| Denkmal / č. ÚZPF:       | Die Übersetzung der Bezeichnung des Denkmals, wie sie vom Slowakischen Denkmalamt (Pamiatkový úrad Slovenskej republiky) verwendet wird. Die Originalbezeichnung ist unter dem Fragezeichen angegeben. Fehlt die Übersetzung, so wird die Originalbezeichnung direkt angezeigt. Weiters ist die Objekt-Identifikationsnummer (Objekt ID) angeführt. Sie ist die offizielle, in der Slowakei eindeutige Nummer č. ÚZPF inklusive der zugehörigen Zählnummer, wie sie in den Daten des Denkmalamtes angegeben wird. Da diese nur innerhalb eines Landkreises gezählt wird, ist dessen Nummer der Denkmalnummer vorangestellt. |
| Standort:                | Wenn in der Liste vorhanden, ist die Adresse angegeben. In Klammern kann sich noch eine zusätzliche Adresse befinden, wenn es beispielsweise ein Eckhaus ist. Bei freistehenden Objekten ohne Adresse (zum Beispiel bei Bildstöcken) ist eine Adresse angegeben, die in der Nähe des Objekts liegt. Durch Aufruf des Links Standort wird die Lage des Denkmals in verschiedenen Kartenprojekten angezeigt. Darunter sind die Katastralgemeinde (KG) und, wenn vorhanden, die Konskriptionsnummer (Konskr. Nr.) angegeben.                                                                                                   |
| Offizielle Beschreibung: | Es ist die Kurzbeschreibung auf Slowakisch, wie sie in den offiziellen Listen angegeben ist, eingetragen. |
| Beschreibung:            | Kurze Angaben zum Denkmal auf Deutsch. |
| Metadaten:               | Zusätzlich werden, wenn in den persönlichen Einstellungen das Helferlein Dauerhaftes Einblenden von Metadaten aktiviert ist, ebensolche angezeigt. |

- Karte mit allen Koordinaten:
- OSM |
- WikiMap